# 伊勢文化舎
有限会社伊勢文化舎（いせぶんかしゃ）は、三重県伊勢市に本社を置く日本の出版社。雑誌『伊勢人』の編集・発行などを手掛け、三重県の文化の発掘と発信を行う。

## 概要
タウン情報誌『伊勢志摩』とその後継誌『伊勢人』（いせびと）などを刊行し、御木本幸吉・竹内浩三ら郷土の人物や伊勢春慶・伊勢暦などの郷土の文化を多数紹介してきた企業である。また、伊勢神宮を構成する125社を巡拝する「125社めぐり」を仕掛け、熊野古道の世界遺産登録に向けた関心が奈良県や和歌山県に比べて低かった三重県において、熊野古道を三重県民に発信し、三重県側の古道が「紀伊山地の霊場と参詣道」の一部として世界遺産に登録される原動力となった。
編集員は20代や30代が多く、女性や若者にも訴求する記事を取り上げることを目指している。

## 歴史

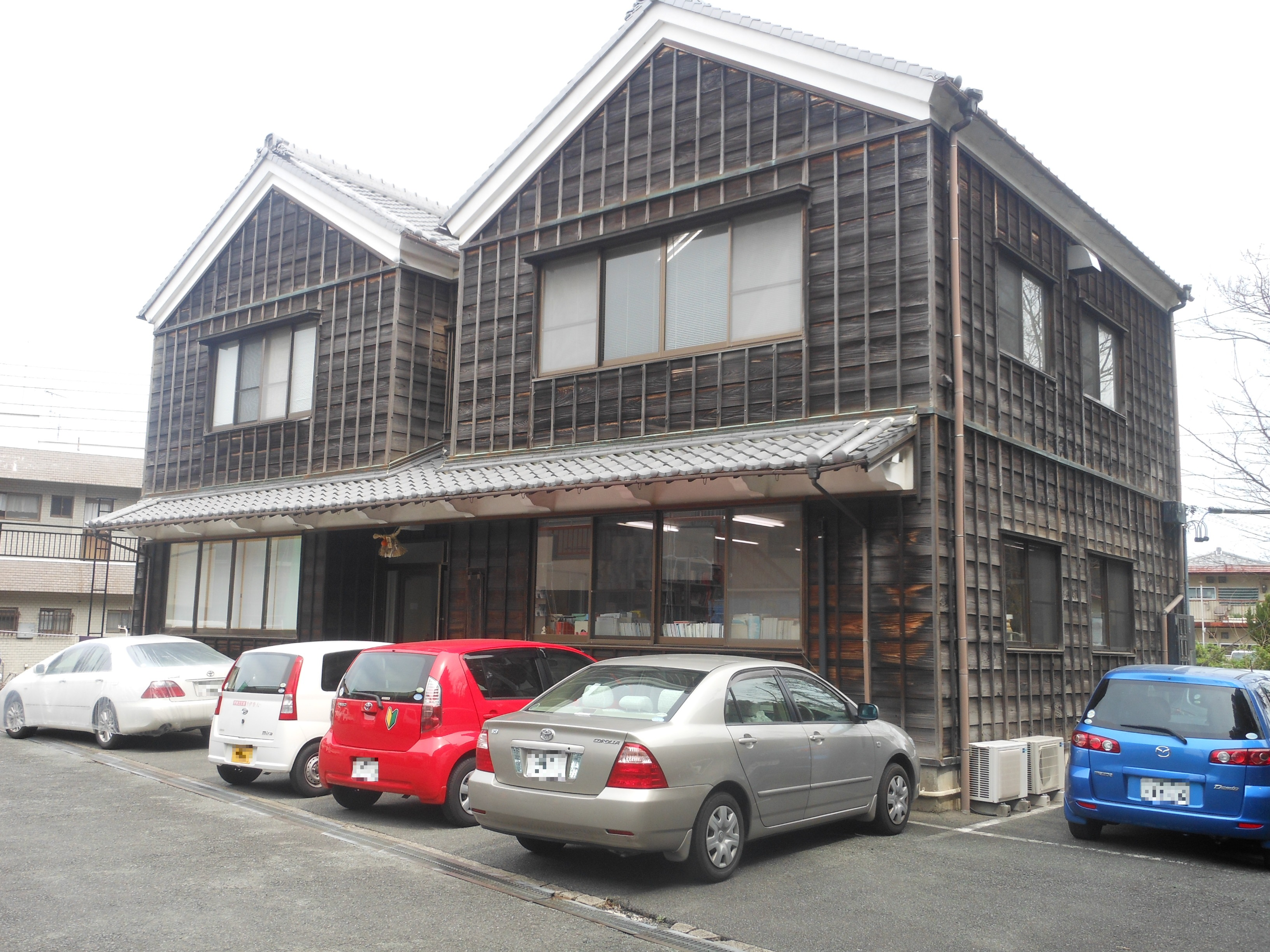
旧本社の所在した伊勢倉田山ぶんか館

1981年（昭和56年）に中村賢一は鳥羽市の出版社に企画を持ち込み、雑誌『伊勢志摩』を創刊した。中村は印刷会社でホテル・旅館のパンフレット等を制作しており、コピーライターの仕事をしていた乾淳子と「旅人と伊勢とを結ぶ雑誌ができないか」と相談したところから『伊勢志摩』創刊を決意した。当時の編集スタッフは3名だった。2年後の1983年（昭和58年）に中村は独立、伊勢市に会社を設立した。当時の社名は「伊勢志摩編集室」であった。1991年（平成3年）には丹念な取材が評価され、NTTタウン誌大賞奨励賞を受賞した。
1997年（平成9年）、『伊勢志摩』が創刊から100号に達し、12月15日に神宮会館で伊勢商工会議所会頭・濱田益嗣や鳥羽商工会議所会頭・中村幸昭ら約200人が集まり、記念パーティーが開かれた。この席で中村賢一は、翌1998年（平成10年）4月から社名を「伊勢文化舎」に変更することを発表した。2000年（平成12年）に雑誌名を『伊勢志摩』から『伊勢人』に改めた。
2011年（平成23年）10月20日から10月30日にかけて、『伊勢人』創刊30周年記念として、おかげ横丁大黒ホールにて「『ふるさとをつなぐ、伝える』地域誌の歩み」企画展が開催された。2014年（平成26年）5月、本社を伊勢倉田山ぶんか館から伊勢市船江に移転した。

## 主な刊行物
- 『お伊勢さんの遷宮』（1993年） - 雑誌『伊勢志摩』で8年間連続掲載されてきた第61回神宮式年遷宮の記事を集めて1冊にまとめた本[10]。
- 『伊勢のお木曳 町衆の心と技を伝える』（2006年） - 神宮式年遷宮の行事の1つ「お木曳」を取り上げた本で、76奉曳団の写真、衣装、歴史等を収録する[10]。
- 『純粋彫刻論』（2012年） - 伊勢出身の彫刻家・橋本平八の遺稿を弟の北園克衛が編集して1942年に自費出版された本の復刻版[11]。三重県立美術館副館長の毛利伊知郎および三重県印刷工業組合と共同で復刊した[11]。

### 伊勢人
『伊勢人』（いせびと）は、伊勢文化舎が刊行する雑誌。創刊時は『伊勢志摩』であったが、2000年（平成12年）により文化性の高い雑誌とするため、『伊勢人』に改題した。定期刊行を行っていた1981年（昭和56年）4月から2007年（平成19年）8月までは隔月刊で、公称発行部数は2万部であった。
『伊勢志摩』創刊の頃には伊勢志摩地域に同種の情報発信媒体はなく、地元は好意的に受け入れたという。当初は地元と旅人を結ぶ雑誌として旅行雑誌の形態を取っていたが、次第に地域文化を特集するようになっていった。1998年（平成10年）に「伊勢文化舎」への社名変更と編集長の交代を機に、デザインの一新と編集方針の転換がなされ、第三種郵便物の認可を得た。
『伊勢人』への改題をきっかけに取材対象を三重県全域に拡大、三重県の歴史や文学、食文化などを取り上げてきたが、2007年（平成19年）の158号発行をもって休刊とした。広告料の減収などが休刊の理由であった。その後は不定期に発行を続けている。
2010年（平成22年）からはフリーペーパー『いせびとニュース』も発行した。伊勢志摩各地の宿泊施設や観光施設のほか、近畿日本鉄道の主要駅や東京大神宮で配布していたが、2014年(平成26年)3月に16号で休刊。バックナンバーは伊勢文化舎のサイトにて公開。